# سييرا سوان
سييرا سوان (بالإنجليزية: Sierra Swan)‏ هي مغنية وموسيقية أمريكية، ولدت في 5 أبريل 1978 في فان نويس في الولايات المتحدة.

## وصلات خارجية
- سييرا سوان على موقع ميوزك برينز (الإنجليزية)
- سييرا سوان على موقع أول ميوزيك (الإنجليزية)
- سييرا سوان على موقع ديسكوغز (الإنجليزية)